# Grace Benny
Grace Benny, född 1872, död 1944, var en australisk politiker.
Hon var ledamot i Brighton stadsfullmäktige 1919–1921. Hon var den första kvinnan i stadsfullmäktige i Australien. 